# Гурівське (Кіровоградська область)
Гу́рівське — колишнє село в Україні. Знаходилося в Долинському районі Кіровоградської області. Населення у 1983 р. становило бл.10 осіб.
Орган місцевого самоврядування — Новоолександрівська сільська рада.
Рішенням від 20 листопада 2009 року Кіровоградська обласна рада виключила з облікових даних село Гурівське.

## Населення
Згідно з переписом УРСР 1989 року чисельність наявного населення села становила 4 особи, з яких - чоловіків та 4 жінки.
За переписом населення України 2001 року в селі ніхто не мешкав.